# Nederlandse kampioenschappen schaatsen afstanden 1998 - 5000 meter vrouwen
De 5000 meter vrouwen op de Nederlandse kampioenschappen schaatsen afstanden 1998 werd gehouden op de ijsbaan van Thialf in december 1997. Titelverdedigster was Martine Oosting, die de titel pakte tijdens de Nederlandse kampioenschappen schaatsen afstanden 1997.

## Statistieken

### Uitslag
| #      | Schaatser         | Tijd    |
| ------ | ----------------- | ------- |
| Goud   | Carla Zijlstra    | 7.18,39 |
| Zilver | Tonny de Jong     | 7.19,02 |
| Brons  | Renate Groenewold | 7.21,26 |
| 4      | Sandra 't Hart    | 7.27,25 |
| 5      | Martine Oosting   | 7.27,32 |
| 6      | Barbara de Loor   | 7.30,82 |
| 7      | Arien Bosch       | 7.44,98 |
| 8      | Frijke Schaafsma  | 7.47,01 |
| 9      | Marja Vis         | 7.51,12 |
| 10     | Irene Visser      | 7.56,53 |

## Uitslag
- Uitslagen NK Afstanden 1998 op SchaatsStatistieken.nl

1987 · 
1988 · 
1989 · 
1990 · 
1991 · 
1992 · 
1993 · 
1994 · 
1995 · 
1996 · 
1997 · 
1998 · 
1999 · 
2000 · 
2001 · 
2002 · 
2003 · 
2004 · 
2005 · 
2006 · 
2007 · 
2008 · 
2009 · 
2010 · 
2011 · 
2012 · 
2013 · 
2014 · 
2015 · 
2016 · 
2017 · 
2018 · 
2019 · 
2020 · 
2021 · 
2022 · 
2023 · 
2024 · 
2025